# James Claypoole

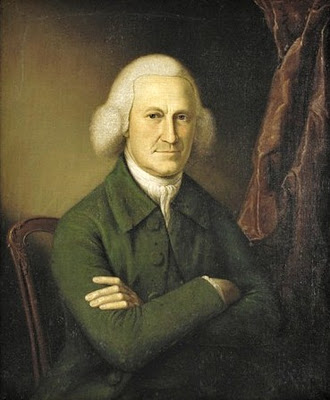
Charles Wilson Peale: Porträt von James Claypoole (ca. 1783)

James Claypoole (* 22. Januar 1720 in Philadelphia, Pennsylvania; † 21. September 1784 ebenda) war ein US-amerikanischer Porträtmaler, Hausmaler und Glaser.

## Leben
James Claypoole wurde als Sohn von Joseph Claypoole und dessen zweiter Frau Edith Ward Claypoole geboren. Vermutlich erhielt er ab 1741 seine künstlerische Ausbildung als Lehrling bei Gustavus Hesselius in Philadelphia. Er zählt zu den ersten professionellen Porträtmalern der Kolonialzeit in Pennsylvania. Neben seiner Tätigkeit als Maler war er auch als Geschäftsmann aktiv, unter anderem im Handel mit Künstlerbedarf. Während der Amerikanischen Revolution diente er von 1777 bis 1780 als High Sheriff von Philadelphia. Im Jahr 1775 wurde er von Captain Abram Markoe beauftragt und entlohnt, um eine Flagge für die Philadelphia Troop of Light Horse zu malen. Später wurde er vor allem als Lehrer des bekannten Porträtmalers Matthew Pratt bekannt, der von 1749 bis etwa 1756 seine Ausbildung bei seinem Onkel absolvierte. Claypoole wurde gelegentlich als einer der frühesten Porträtmaler Amerikas bezeichnet; diese Einschätzung wurde später auf Pennsylvania eingeschränkt.
Im Mai 1742 heiratete er zunächst Rebecca White, mit der er drei Kinder hatte, darunter James Jr. Nach ihrem Tod im Jahr 1749 heiratete er 1750 Mary Chambers, mit der er neun weitere Kinder hatte, darunter Mary Claypoole, die James Peale heiratete. James Claypoole starb am 21. September 1784 in Philadelphia und wurde auf dem Friedhof der Old Saint Paul’s Episcopal Church beigesetzt.

## Werk
James Claypoole gilt als einer der ersten Porträtmaler Philadelphias, der vorwiegend mit Öl auf Leinwand arbeitete. Zu seinen Werken zählen unter anderem Porträts seiner Familienmitglieder, darunter vermutlich sein Bruder George Claypoole und dessen Frau Hannah. Deren Porträts befanden sich im Familienbesitz. Heute sind keine ihm direkt zugeschriebenen Werke erhalten. Seine künstlerische Bedeutung liegt auch in seiner Rolle als Lehrer: Zu seinen frühen Schülern zählten sein Sohn James Jr. und Matthew Pratt, der später zu den führenden Porträtkünstlern der Kolonialzeit gehörte.